# Charlie Chan alle Olimpiadi
Charlie Chan alle olimpiadi (Charlie Chan at the Olympics) è un film del 1937 diretto da H. Bruce Humberstone sul personaggio di Charlie Chan, ispettore cinese della polizia di Honolulu, interpretato dall'attore di origine svedese Warner Oland.
Il film ha come sfondo le Olimpiadi di Berlino 1936, come nello stesso anno è accaduto al più celebrato film documentario Olympia della regista tedesca Leni Riefenstahl.

## Trama
Il detective Charlie Chan indaga sul furto di un telecomando che permette di pilotare un aeroplano a distanza. Siamo alla vigilia della Seconda guerra mondiale e il detective, nel corso delle sue indagini, si recherà a Berlino ad assistere ai Giochi della XI Olimpiade ai quali partecipa uno dei figli che verrà rapito allo scopo di ricattare il detective di Honolulu.

## Produzione
Il film fu prodotto dalla Twentieth Century Fox Film Corporation.

## Distribuzione
Distribuito dalla Twentieth Century Fox Film Corporation, il film uscì nelle sale cinematografiche statunitensi il 21 maggio 1937.